# Březolupy

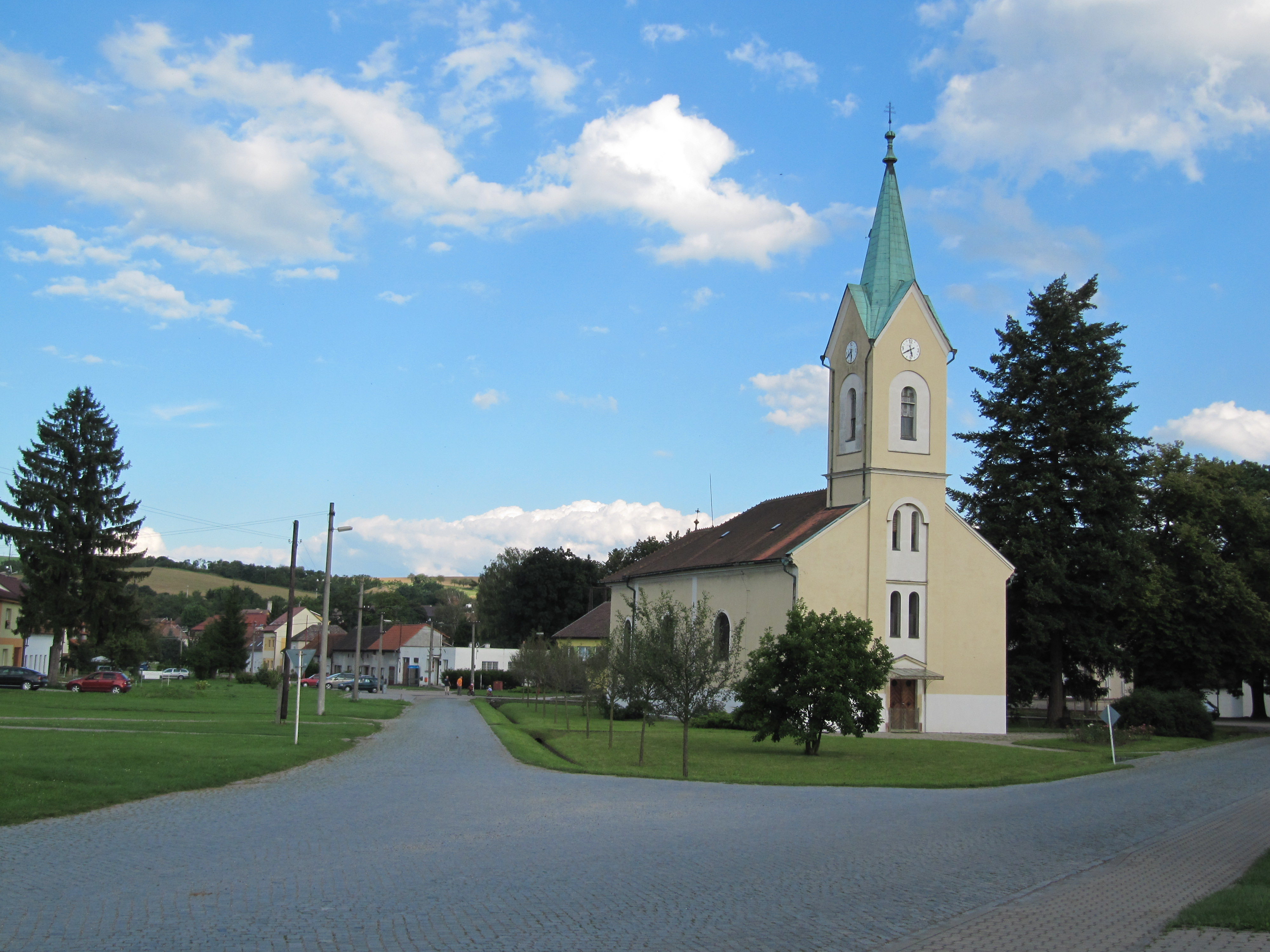
Kirche Mariä Himmelfahrt

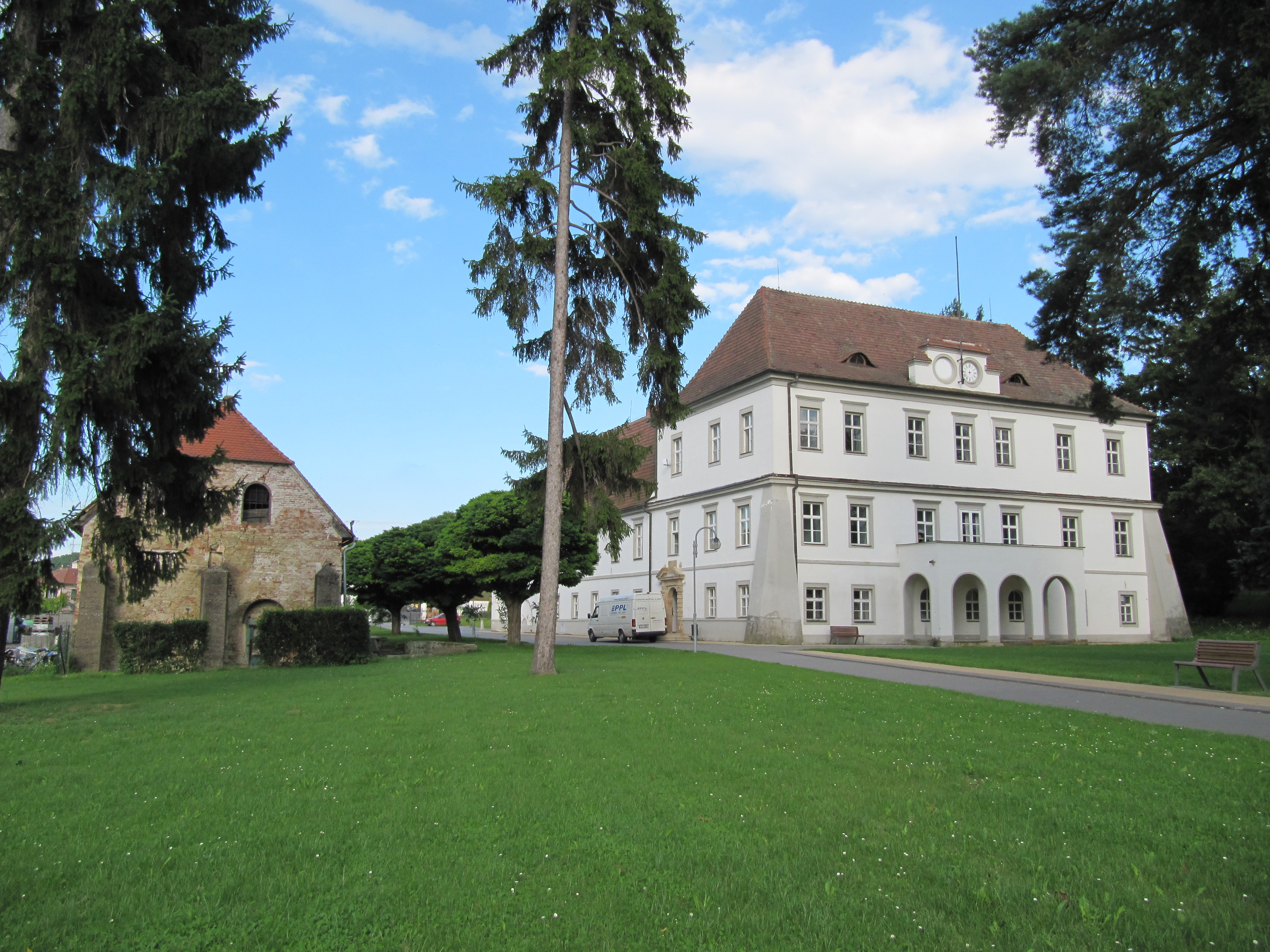
Schloss Březolupy

Březolupy (deutsch Brzezolup, 1939–1945 Bresolup) ist eine Gemeinde in Tschechien. Sie liegt elf Kilometer nordöstlich von Uherské Hradiště und gehört zum Okres Uherské Hradiště.

## Geographie
Březolupy befindet sich in den westlichen Ausläufern des Wisowitzer Berglandes. Das Dorf liegt unterhalb der Einmündung des Baches Hlubocký potok im Tal des Flüsschens Březnice. Nördlich erheben sich die Hájiny (342 m).
Nachbarorte sind Komárov, Karlovice und Lhota im Norden, Lapač, Šarovy, Bohuslavice u Zlína und Zlámanec im Nordosten, Mladé und Svárov im Osten, Částkov im Südosten, Malá Strana und Nedachlebice im Süden, Bílovice, Včelary, Kněžpole und Huštěnovice im Südwesten, Topolná im Westen sowie Pahrbek, Prusinky und Napajedla im Nordwesten.

## Geschichte
Die erste schriftliche Erwähnung von Brsiesolub erfolgte in einer auf 1261 datierten Besitzurkunde des Klosters Smilheim, in der ein Teil des Dorfes als klösterlicher Besitz aufgeführt wird. Diese Urkunde hat sich jedoch als ein späteres Falsifikat erwiesen. Der andere Anteil gehörte den Vladiken von Březolup. Im Jahre 1349 wurde das Dorf als Brziesolupi, 1372 als Prsisilow, 1374 als Brzizolup und ein Jahr später als Brezolup bezeichnet. Vícek von Březolup verkaufte 1370 das von seinem Vater ererbte Dorf an das Kloster. Für die Auszahlung der Miterben lieh sich der Abt Peter die fehlenden Gelder beim Brünner Münzmeister Arnolt und übergab diesem dafür das Dorf Líšeň zum Pfand. Infolge des Niedergangs des Klosters gelangte das Gut Brzezolupy 1437 wieder an weltliche Besitzer, die in rascher Folge wechselten. Zu ihnen gehörte Dalibor Onšík von Bělkovice auf Pohořelice, der das Gut um 1538 als Pfand erwarb. Später folgten die Tettauer von Tettau. Während deren Zeit erfolgte 1571 auch die erste urkundliche Erwähnung der Feste, sie entstand jedoch bereits in der zweiten Hälfte des 14. Jahrhunderts als Zentrum des Gutes. František Horecký von Horka, der Brzezolupy 1650 und wenig später auch Pohořelice erwarb, ließ die Feste zu einem Schloss umbauen. Seine Kinder verkauften 1668 die Güter Pohořelice und Brzezolupy sowie die Hälfte von Zborovice an Attilio Offredi. Offredis drei Söhne veräußerten nach dem Tod des Vaters den mährischen Besitz an ihre Mutter und deren Söhne aus erster Ehe. Georg Friedrich Forgács erhielt Brzezolupy, nach dessen Tode fiel das Gut 1694 seinem Bruder Franz Leopold Forgács zu, der zusammen mit seiner Mutter von Pohořelice auf das Schloss Brzezolupy übersiedelte und Pohořelice 1698 an Franz Karl von Liechtenstein-Kastelkorn verkaufte. 1830 kaufte Hugo I. Logothetti das Gut, er erwarb ein Jahr später noch das Gut Bílovice.  Seit 1846 findet der heute Ortsname Březolupy Verwendung. Bis zur Mitte des 19. Jahrhunderts blieb Březolupy immer ein selbständiges Gut.
Nach der Aufhebung der Patrimonialherrschaften bildete Březolupy / Brzezolup ab 1850 eine Gemeinde in der Bezirkshauptmannschaft Uherské Hradiště. 1861 erbten die Brüder Zdenko und Wladimir Logothetti je zur Hälfte den väterlichen Besitz. Zdenko bezog zusammen mit seiner Mutter das Schloss Březolupy. Später kaufte Wladimir Logothetti den Anteil seines Bruders auf. Im Jahre 1912 verkaufte Hugo II. Logothetti das Schloss und die zugehörigen Güter an seinen Pächter, den Zuckerfabrikanten A. May aus Staré Město. 1929 erwarb der Bata-Konzern das Schloss, 1949 wurde es verstaatlicht und der Gemeinde übereignet.

## Ortsgliederung
Für die Gemeinde Březolupy sind keine Ortsteile ausgewiesen. Zu Březolupy gehört die Ansiedlung Mladé.

## Sehenswürdigkeiten
- Schloss Březolupy, es entstand zwischen 1650 und 1668 für František Horecký von Horka im Stil der Spätrenaissance und des Frühbarock anstelle der alten Wasserfeste. Umgeben ist es von einem Park. 1929 übereignete Tomáš Baťa das Schloss einem Unterstützungsfonds und ließ darin ein Erholungsheim einrichten. Es dient heute als Sitz der Gemeindeverwaltung.
- Kirche Mariä Himmelfahrt, erbaut 1830
- Statue des hl. Johannes von Nepomuk, geschaffen vor 1890
- Denkmal für die Opfer beider Weltkriege
- Tal Chrástka mit dem 1952 angelegten Teich Hluboček, nordöstlich des Dorfes